# Polyphlebium ingae
Polyphlebium ingae är en hinnbräkenväxtart som först beskrevs av Carl Frederik Albert Christensen, och fick sitt nu gällande namn av Ebihara och Dubuisson. Polyphlebium ingae ingår i släktet Polyphlebium och familjen Hymenophyllaceae. Inga underarter finns listade.